# 傑福瑞·唐納森
傑福瑞·唐納森爵士（Sir Jeffrey Donaldson，1962年12月7日—）是北愛爾蘭的一位政治人物，他是民主統一黨的黨魁。自1997年開始，他是拉甘谷選舉區選出的英國下議院議員。他是北愛爾蘭現在的英國國會議員中任期最長的議員，並於2019年末成為該黨於下議院的領袖。他也是奧蘭治聯盟的成員。